# Tweedaagse Voettocht Blankenberge
De Tweedaagse Voettocht Blankenberge is een jaarlijks terugkerend wandelevenement van twee dagen in Blankenberge. Traditiegetrouw vindt het evenement plaats gedurende het eerste weekend van mei. De eerste editie van het wandelevenement vond plaats in 1969.

## Geschiedenis
In 2008 vond het evenement uitzonderlijk plaats tijdens het laatste weekend van april.

### Coronapandemie
In 2020 werd het evenement afgelast omwille van de Coronapandemie. Ook in 2021 werd omwille van deze reden geen Voettocht georganiseerd, maar kregen de wandelaars een parcours aangeboden die ze in kleinere groepen zelf konden afleggen rond het weekend waarin het evenement normaal ging doorgaan.
In 2022 werd er wel een editie georganiseerd maar slechts van één dag onder de naam "Ceci n'est pas une Tweedaagse".

## Parcours
Iedere dag kan de wandelaar kiezen tussen verschillende afstanden:
- 7 km - De animatiewandeling (of springkastelen route)
- 15 km - De familiale polderwandeling
- 24 km - De sportieve natuurwandeling
- 50 of 32 km - De langeafstandswandeling

Voor de jubileumeditie van 2019 (50e editie) werd een speciaal parcours van 50 km voorzien. Dit viel zo in de smaak dat er beslist werd om voortaan op zaterdag een 50 KM parcours te voorzien en op zondag een parcours van 32 KM.
Tijdens de twee dagen, worden verschillende parcours afgewandeld. De ene dag wordt er gewandeld hoofdzakelijk richting Oostende, de andere dag hoofdzakelijk richting Knokke. Dit wordt ieder jaar afgewisseld.

## Thema's
Iedere jaar wordt een specifiek thema uitgekozen. Dit thema is terug te vinden in alle publicaties en memorabilia van de specifieke editie.

### Overzicht
Typische Blankenbergse gebouwen
- 1984 - Vissershuisje Majutte
- 1985 - Oud Stadhuis
- 1986 - Casino
- 1987 - Pier
- 1988 - Sint-Antoniuskerk

Blankenbergse figuren
- 1989 - Lustrum badge 20 jaar
- 1990 - Roste Kamiel
- 1991 - Visdraagster
- 1992 - Nettenbreier
- 1993 - Charles van Noenkels
- 1994 - Scheepsjongen

Vissoorten
- 1995 - Wijting
- 1996 - Zeeduivel
- 1997 - Tongschar
- 1998 - Pladijs
- 1999 - Rog

Blankenbergse vaartuigen
- 2000 - De Scute
- 2001 - De Sloepe
- 2002 - Pleziervaartuig
- 2003 - De Loodskotter
- 2004 - De Vissersloep

Blankenbergse monumenten
- 2005 - Sterken Dries
- 2006 - De Badkar
- 2007 - De Voettochter (beeld van G. Riemaker ter gelegenheid van 20 jaar IML Walking Association)
- 2008 - De Velodroom
- 2009 - De Kerkstraattrap

Landschapsbepalende kerktorens
- 2010 - Lissewege
- 2011 - Zuienkerke
- 2012 - Vlissegem
- 2013 - Ramskapelle
- 2014 - Uitkerke

Molens
- 2015 - Poldermolen van Meetkerke
- 2016 - Molen van Callant in Ramskapelle
- 2017 - De windmolens op de Thorntonbank
- 2018 - Hubertmolen in Wenduine
- 2019 - Geersensmolen in Klemskerke
- 2020 - Afgelast i.v.m. Coronapandemie
- 2021 - Afgelast i.v.m. Coronapandemie
- 2022 - Aangepaste editie ("Ceci n'est pas une Tweedaagse")

Hoeves
- 2023 - Schottenhof in Dudzele
- 2024 - Hoeve Fort van Beieren in Koolkerke
- 2025 - Groothof Mariemont in Zuienkerke

## IML
De Internationale Tweedaagse van Vlaanderen is aangesloten bij IML Walking Association. Hiermee is dit als enige in België een van de internationale meerdaagse wandelingen verspreid over alle continenten.

## Klaver 4
Naast de eigen organisatie is de Tweedaagse lid van een samenwerkingsverband van 4 grote wandelingen. Deze samenwerking valt onder de noemer Klaver 4. Doel is om het wandelen op deze andere wandelingen te promoten.
De andere wandelingen zijn (in chronologische volgorde): Poppieswalk in en rond Ieper (sinds 2025), de Nacht van West-Vlaanderen en de Vierdaagse van de IJzer.

## Andere activiteiten

### Wandelclub
Naast het event is dit ook de naam van de wandelclub in Blankenberge.
Deze wandelclub is aangelosten bij Wandelsport Vlaanderen.

### Stormtocht
Sinds 1988 wordt er op de vierde zondag van november een kleinschalig wandelevenement georganiseerd.
De afstanden zijn beperkt tot 8 km, 13 km en 23 km.

### De Kust Wandelt
Vanaf 2009 werd samen met De Keignaerttrippers van Oostende een kustwandeling georganiseerd met verschillende startpaatsen van Oostende over De Haan tot Blankenberge.
Deze wandeling vond plaats de tweede zondag van augustus.
In 2014 was de zesde en laatste editie van deze wandeling.